# Venere Genitrice (affresco)
Venere Genitrice è un affresco rinvenuto nella villa di Publio Fannio Sinistore nell'agro pompeiano e custodito all'interno del Museo archeologico nazionale di Napoli.

## Storia
L'affresco venne realizzato intorno al 60 a.C. e ornava la parete di fondo del triclinio della villa di Publio Fannio Sinistore. Fu ritrovato tra il 1894 e il 1895 durante gli scavi archeologici che interessarono l'abitazione, staccato dalla sua collocazione originale insieme al resto delle pitture che decoravano la stanza e conservato momentaneamente alla stazione di Boscoreale, per poi essere trasferito al Museo archeologico di Napoli.

## Descrizione
Quadro centrale della parte di fondo del triclinio, la cui zona superiore è l'affresco Epistilio, l'affresco raffigura Venere, la quale è posta in primo piano, con gambe coperte da un manto viola e giallo: la parte superiore è andata perduta e lo sfondo è rappresentato dal mare. Sulla gamba destra della divinità, leggermente piegata, siede Eros, il quale è intento a scagliare una freccia verso Psiche: questa si trova sulla destra della scena, in un tempio, e si presenta alata, con i capelli raccolti dietro la testa e veste color porpora; accanto ad ella una coppia di amorini che pescano con la canna. Sulla sinistra invece è raffigurato un tempio prostilo, con colonne a fusto liscio poggianti su piedistalli, davanti alle quali campeggiavano due statue, di cui una della Fortuna con in mano un corno.